# Legendarni biskupi wrocławscy

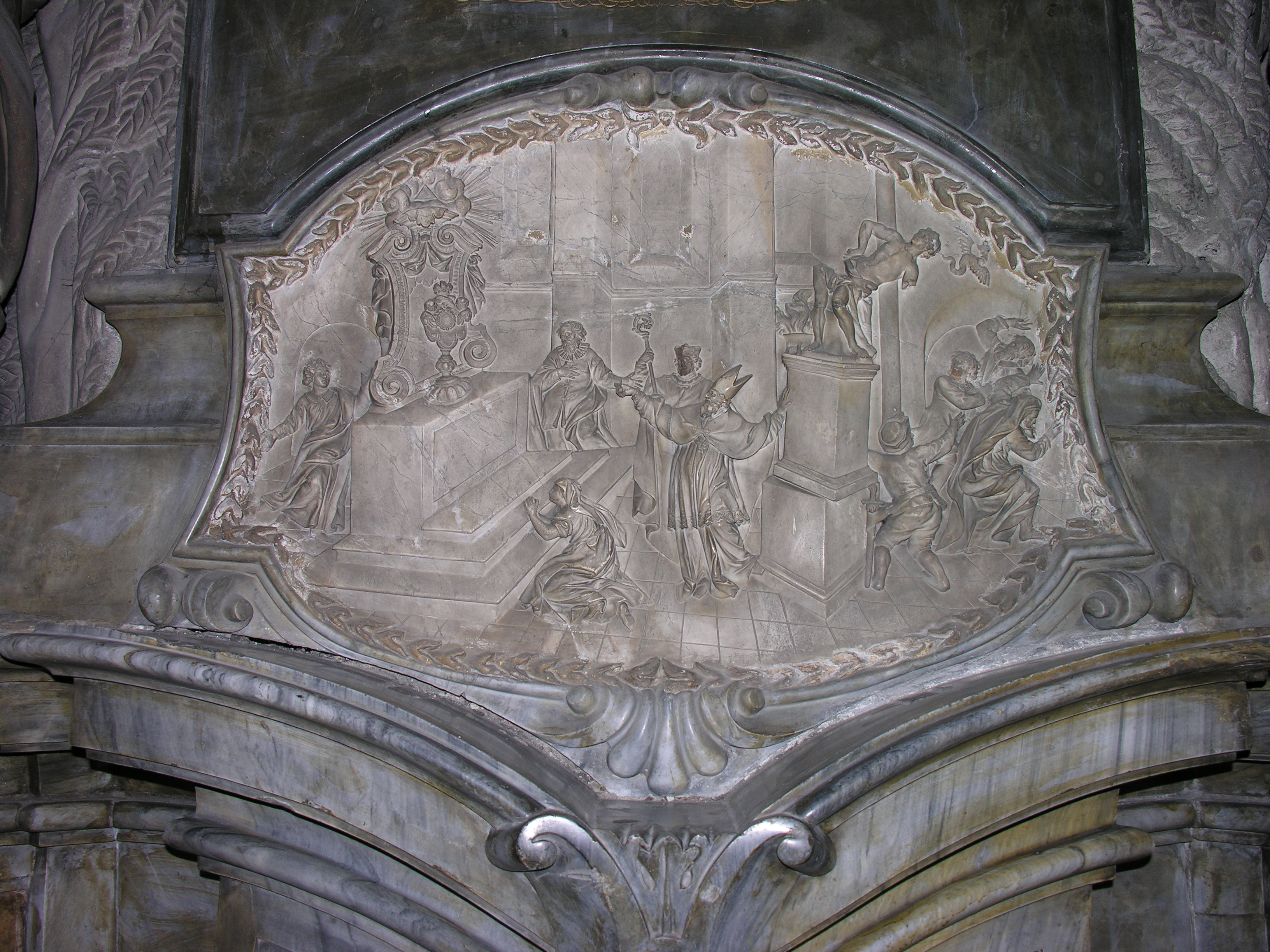
Biskup Gotfryd burzy posągi pogańskie

Legendarni biskupi wrocławscy – niepotwierdzeni historycznie biskupi Wrocławia.
W 1000 r. podczas zjazdu gnieźnieńskiego utworzono diecezję wrocławską. Jej pierwszym biskupem został Jan, o którym nic więcej nie wiadomo. Diecezja wrocławska upadła w wyniku tzw. reakcji pogańskiej (1031/1032) i najazdu czeskiego księcia Brzetysława I na Polskę (1038). Kolejnym historycznym biskupem był Hieronim, który objął rządy dopiero w 1051 roku.
Ze źródeł historycznych wiadomo, że podczas reakcji pogańskiej biskup musiał opuścić Wrocław i zamieszkał w Smogorzowie koło Namysłowa, a następnie w Ryczynie koło Brzegu. W 1390 r. książę Ludwik I brzeski polecił przeprowadzić prace poszukiwawcze w Ryczynie. Były to pierwsze wykopaliska na ziemiach polskich. Lista legendarnych biskupów wrocławskich uważana za wymysł jej autora znana jest m.in. z Katalogu biskupów wrocławskich Jana Długosza:
- Gotfryd
- Urban
- Klemens
- Lucillus
- Leonard
- Tymoteusz

Biskup Gotfryd został upamiętniony w katedrze wrocławskiej w epitafium kanonika Karla Gebella (zm. 1671 r.), które znajduje się w pobliżu głównego wejścia na pierwszym filarze od strony północnej.  Jego częścią jest płaskorzeźba Biskup Gotfryd burzy posągi pogańskie wykonana w 1732 r. przez Johanna Georga Urbanskiego według projektu Christophorusa Tauscha.